# Ephippigerida pantingana
Ephippigerida pantingana is een rechtvleugelig insect uit de familie van de sabelsprinkhanen (Tettigoniidae). De wetenschappelijke naam van deze soort is voor het eerst voorgesteld als Ephippiger pantingana door Longinos Navás in een publicatie uit 1904.
Deze soort komt voor in de Spaanse provincies Huesca en Zaragoza in Aragón.